# Maite Alberdi
Maite Alberdi Soto (Santiago de Chile, 29 de marzo de 1983) es una directora de cine, montajista, guionista, directora de fotografía, productora de cine, sonidista, directora audiovisual y crítica de cine chilena, de ascendencia vasca.
Es reconocida internacionalmente por sus documentales La once (2014), nominado al premio Goya a la mejor película iberoamericana, y Los niños (2016), por los cuales obtuvo el premio a la mejor dirección femenina documental en el Festival Internacional de Cine Documental de Ámsterdam (IDFA), el más importante del mundo en su género; El agente topo (2020), nominado al premio Óscar al mejor largometraje documental y al premio Goya a la mejor película iberoamericana; y La memoria infinita (2023), nominado al premio Óscar al mejor largometraje documental y ganador del premio Goya a la mejor película iberoamericana.

## Estudios
Estudió Dirección Audiovisual en la Pontificia Universidad Católica de Chile, y también Licenciatura en Estética y en Comunicación Social en la misma universidad.

## Trayectoria
Ha ejercido además como montajista, sonidista, productora ejecutiva y directora de fotografía en diversos filmes y documentales chilenos.
Su primer microdocumental, Carrete Down (2004), fue galardonado en el Festival Audiovisual de Discapacidad "Un minuto del otro". El segundo, Los trapecistas (2005), reflejó la historia de dos niños que deben abandonar el circo en el que viven, obtuvo el premio al mejor documental de Escuelas de Cine y Audiovisual, en el Festival de Cine de Viña del Mar en 2005. En 2008 dio vida al cortometraje de ficción Las peluqueras.
En 2011 debutó en el género del largometraje documental con El salvavidas, la insólita historia de un salvavidas del litoral central, cuyo afán era evitar el agua a toda costa. Fue coguionista del largometraje documental Propaganda (2014), de Christopher Murray e Israel Pimentel Bustamante. En 2014 llegó el reconocimiento internacional con el documental La once, el retrato de un grupo de ancianas, amigas de toda la vida de su abuela Teresa, nominado a los premios Goya como mejor película iberoamericana y que obtuvo el premio a la mejor película y mejor director en SANFIC 2014, así como galardones internacionales al mejor documental dirigido por una mujer en IDFA, mejor documental en el FIC de Miami, FICCI Cartagena, EIDF-EBS Corea, DocsBarcelona y en el FICG Guadalajara. Fue coproductora ejecutiva del filme de ficción La vida secreta de las plantas (2015), de Sebastián Brahm. En 2016 el documental Los niños, que sigue la vida emocional y laboral de un grupo de jóvenes con síndrome de Down, obtuvo numerosas distinciones internacionales entre las que destaca mejor documental en DocsBarcelona. En tanto, el microdocumental Yo no soy de aquí (2016) ahondó en la difusa existencia de ancianos inmigrantes aquejados por demencia senil y alzhéimer.
En el Festival de Cine de Sundance se estrenó su cuarto largometraje, El agente topo (2020), que obtuvo el premio del público en el Festival de San Sebastián y fue seleccionada por la Academia de Cine de Chile como candidata a los premios Goya a la mejor película iberoamericana y Óscar a la mejor película internacional. Fue nominada al Goya a la mejor película iberoamericana, a los Premios Independent Spirit al mejor documental y al Óscar al mejor largometraje documental. También formó parte de las quince cintas preseleccionadas para el Óscar en la categoría de mejor película internacional, aunque no quedó entre las cinco nominadas.
En el Festival de Cine de Sundance el 21 de enero de 2023, estrenó su quinto largometraje, La memoria infinita, que ganó el Gran Premio del Jurado; posteriormente, en España el documental obtuvo tanto el Premio Forqué a la mejor película latinoamericana como el Premio Goya a la mejor película iberoamericana. Asimismo, fue nominado al Premio Oscar al mejor documental.
Su primera obra de ficción, El lugar de la otra, se estrenó en septiembre de 2024 en el Festival Internacional de Cine de San Sebastián, donde compitió en la sección oficial.

## Filmografía

### Largometrajes
| Año  | Título              | Acreditada como | Acreditada como | Acreditada como | Acreditada como | Notas                                                             | Ref.   |
| Año  | Título              | Directora       | Productora      | Guionista       | Otro            | Notas                                                             | Ref.   |
| ---- | ------------------- | --------------- | --------------- | --------------- | --------------- | ----------------------------------------------------------------- | ------ |
| 2011 | El salvavidas       | Sí              | No              | Sí              | No              | Coescrito con Sebastián Brahm                                     | [ 35 ] |
| 2014 | La once             | Sí              | No              | Sí              | No              |                                                                   | [ 36 ] |
| 2016 | Los niños           | Sí              | Sí              | Sí              | No              | Coproducido con Denis Vaslin                                      | [ 37 ] |
| 2020 | El agente topo      | Sí              | No              | Sí              | No              | Nominado al Oscar al mejor largometraje documental                | [ 38 ] |
| 2023 | La memoria infinita | Sí              | Sí              | Sí              | No              | Coproducida con Juan de Dios Larraín, Pablo Larraín y Rocío Jadue | [ 39 ] |
| 2024 | El lugar de la otra | Sí              | No              | No              | No              |                                                                   | [ 40 ] |

### Cortometrajes
| Año  | Título            | Acreditada como | Acreditada como | Acreditada como | Acreditada como | Notas                                                                                                   | Ref.   |
| Año  | Título            | Directora       | Productora      | Guionista       | Otro            | Notas                                                                                                   | Ref.   |
| ---- | ----------------- | --------------- | --------------- | --------------- | --------------- | --- | ------ |
| 2005 | Los trapecistas   | Sí              | No              | Sí              | Sí              | También sonidista                                                                                       | [ 41 ] |
| 2007 | Las peluqueras    | Sí              | No              | Sí              | Sí              | También productora ejecutiva, directora de fotografía, montajista y sonidista                           | [ 42 ] |
| 2016 | Yo no soy de aquí | Sí              | Sí              | Sí              | Sí              | Codirigido y escrito con Giedrė Žickytė y coproducido con Pato R. Gajardo; también productora ejecutiva | [ 43 ] |
| 2021 | Las fugitivas     | Sí              | No              | Sí              | No              | | [ 44 ] |

### Otros
| Año  | Título                     | Acreditada como | Acreditada como | Acreditada como | Acreditada como | Notas                                                                | Ref.   |
| Año  | Título                     | Directora       | Productora      | Guionista       | Otro            | Notas                                                                | Ref.   |
| ---- | -------------------------- | --------------- | --------------- | --------------- | --------------- | -------------------------------------------------------------------- | ------ |
| 2011 | Verano                     | No              | No              | No              | Sí              | Actriz                                                               | [ 45 ] |
| 2014 | Propaganda                 | No              | No              | Sí              | Sí              | Coescrito con Antonio Luco y Christopher Murray; también realizadora | [ 43 ] |
| 2015 | Vida sexual de las plantas | No              | No              | No              | Sí              | Productora ejecutiva                                                 | [ 46 ] |
| 2018 | Los reyes                  | No              | Sí              | No              | No              | Coproducido con Dirk Manthey                                         | [ 47 ] |
| 2019 | Dios                       | No              | No              | No              | Sí              | Realizadora                                                          | [ 48 ] |
| 2019 | Lina de Lima               | No              | No              | No              | Sí              | Productora ejecutiva                                                 | [ 49 ] |

## Premios y nominaciones
| Año       | Película            | Premio                                                 | Categoría                             | Resultado |
| --------- | ------------------- | ------------------------------------------------------ | ------------------------------------- | --------- |
| 2012      | El salvavidas       | Festival Internacional de Cine de Edimburgo            | Mejor película                        | Nominada  |
| 2015-2016 | La once             | Premios Goya                                           | Mejor película iberoamericana         | Nominada  |
| 2015-2016 | La once             | Festival de Cine Latinoamericano de Biarritz           | Premio del Público                    | Ganadora  |
| 2015-2016 | La once             | Festival Internacional de Cine de Cartagena de Indias  | Mejor documental                      | Ganadora  |
| 2015-2016 | La once             | Festival Internacional de Cine DocsBarcelona           | Mejor documental                      | Ganadora  |
| 2015-2016 | La once             | Festival Internacional de Cine Documental de Sheffield | Premio del Jurado                     | Nominada  |
| 2016-2017 | Yo no soy de aquí   | Premio Pedro Sienna                                    | Mejor cortometraje documental         | Ganadora  |
| 2016-2017 | Yo no soy de aquí   | Festival de Cine Documental de Budapest                | Premio sección "Let Us Be Short"      | Ganadora  |
| 2016-2017 | Yo no soy de aquí   | Premios del Cine Europeo                               | Mejor cortometraje europeo            | Nominada  |
| 2016-2017 | Yo no soy de aquí   | Festival Internacional de Cine de Ljubljana            | Mejor cortometraje                    | Ganadora  |
| 2017      | Los niños           | Premio Pedro Sienna                                    | Mejor largometraje documental         | Nominada  |
| 2017      | Los niños           | Premio Pedro Sienna                                    | Mejor dirección                       | Nominada  |
| 2017      | Los niños           | Festival de Cine de Miami                              | Premio Zeno Mountain                  | Ganadora  |
| 2017      | Los niños           | Festival de Cine de Miami                              | Mejor documental                      | Nominada  |
| 2017      | Los niños           | Festival Internacional de Cine de Cleveland            | Premio Greg Gund Memorial Standing Up | Nominada  |
| 2017      | Los niños           | Festival de Cine de Gramado                            | Premio especial del Jurado            | Ganadora  |
| 2017      | Los niños           | Festival Internacional de Cine de Seattle              | Mejor documental iberoamericano       | Nominada  |
| 2021      | El agente topo      | Premios Goya                                           | Mejor película iberoamericana         | Nominada  |
| 2021      | El agente topo      | Premios Independent Spirit                             | Mejor documental                      | Nominada  |
| 2021      | El agente topo      | Premios Óscar                                          | Mejor largometraje documental         | Nominada  |
| 2021      | El agente topo      | Festival de Cine de San Sebastián                      | Mejor película europea                | Ganadora  |
| 2021      | El agente topo      | National Board of Review                               | Mejores películas extranjeras del año | Nominada  |
| 2021      | El agente topo      | Premios Forqué                                         | Mejor película latinoamericana        | Nominada  |
| 2021      | El agente topo      | Premios Ariel                                          | Mejor película iberoamericana         | Ganadora  |
| 2023      | La memoria infinita | Festival de Cine de Sundance                           | Gran Premio del Jurado                | Ganadora  |
| 2023      | La memoria infinita | Festival Internacional de Cine de Berlín               | Premio del Público (Panorama)         | Nominada  |
| 2023      | La memoria infinita | Festival Internacional de Cine de Miami                | Premio Knight al Mejor Documental     | Nominada  |
| 2023      | La memoria infinita | Premios Forqué                                         | Mejor película latinoamericana        | Ganadora  |
| 2024      | La memoria infinita | Premios Goya                                           | Mejor película iberoamericana         | Ganadora  |
| 2024      | La memoria infinita | Premios Platino                                        | Mejor documental                      | Ganadora  |
| 2024      | La memoria infinita | Premios Óscar                                          | Mejor largometraje documental         | Nominada  |